# Gödestads kyrkoruin

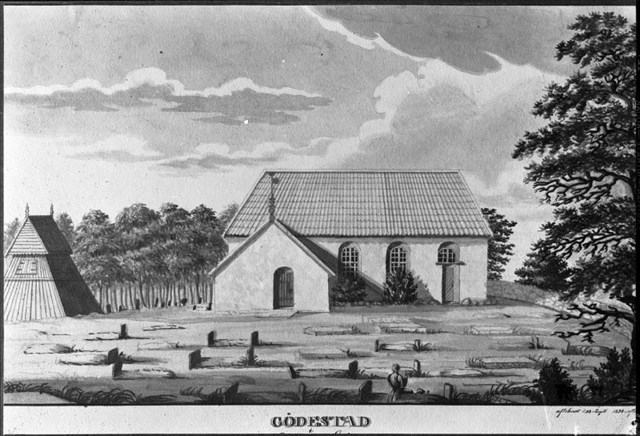
Gödestads gamla kyrka riven 1897.

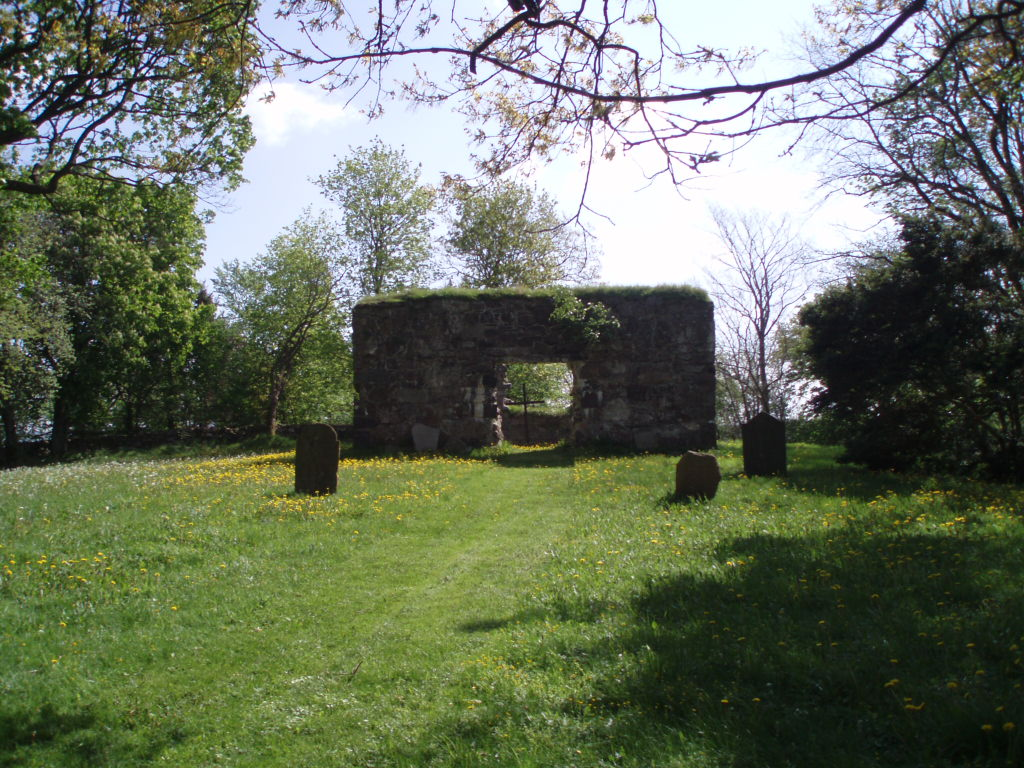
Kyrkoruin sedd mot ingången

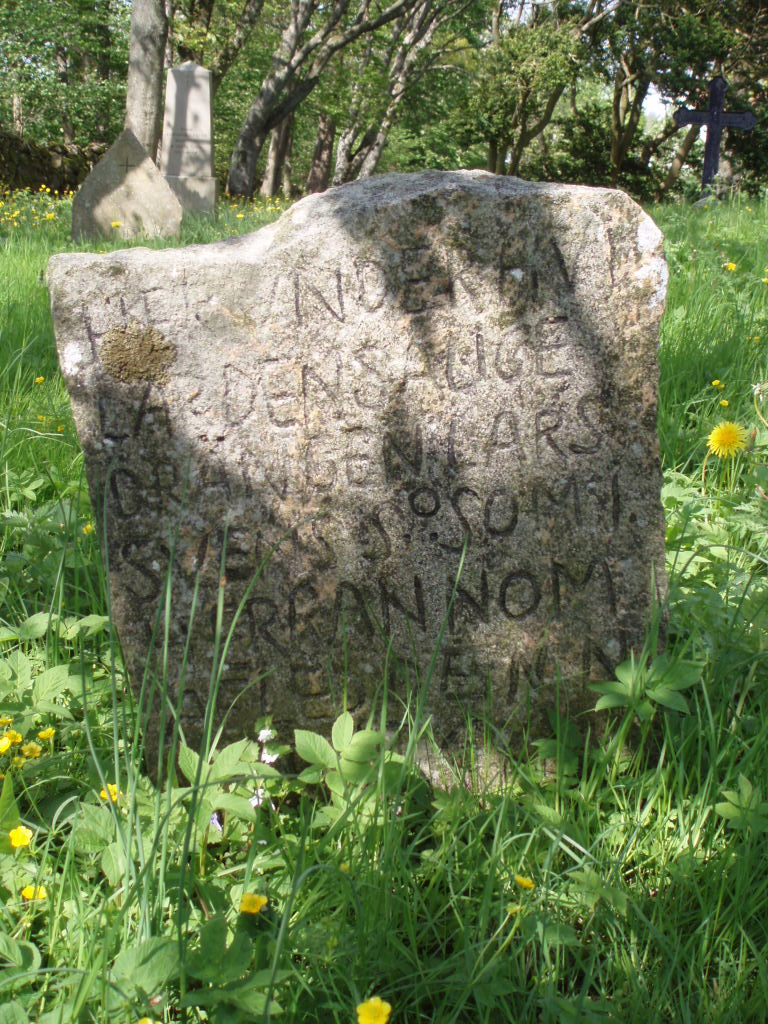
En av flera fina gravstenar i Gödestads gamla kyrkogård

Gödestads kyrkoruin är en kyrkoruin från medeltiden i Gödestad, Varbergs kommun.

## Kyrkobyggnadens historia
Gödestads medeltida kyrka låg någon kilometer söder om Gödestads nya kyrka, som var färdigbyggd 1897. Den gamla kyrkan bestod av ett rektangulärt långhus utan särskilt kor eller absid och var sannolikt från medeltiden. Den hade sittplatser för omkring 100 personer. En klockstapel stod väster om kyrkan. Ett vapenhus revs redan 1874.
Då den nya kyrkan tagits i bruk, beslöt man att riva den gamla. Murarna var emellertid så kraftiga att man inte lyckades riva dem, utan ruinen lämnades åt sitt öde och fick förfalla. Senare då hembygdsintresset vaknat restaurerades kyrkogården och byggnadsverket. Ruinen konserverades 1934.
Runt kyrkan finns en kyrkogård med en del gravstenar. Ruinen och den gamla kyrkogården är sedan många år kulturminnesförklarad. Gödestads Hembygdsförening ansvarar för skötseln vilket innefattar gräsklippning, röjning och information om den gamla kyrkan. Platsen är en lugn oas med goda möjligheter till avkoppling i vardagen och används ibland för vigsel av brudpar.  

## Inventarier
Skaftet och fotskivan, totalt 70 cm höga, tillhörande en medeltida gotländsk dopfunt i kalksten har bevarats. Skaftet är koniskt och avslutas med en vulst. Fotskivan är rund.